# Suffrage familial
 (juillet 2012).
Si vous disposez d'ouvrages ou d'articles de référence ou si vous connaissez des sites web de qualité traitant du thème abordé ici, merci de compléter l'article en donnant les références utiles à sa vérifiabilité et en les liant à la section « Notes et références ».

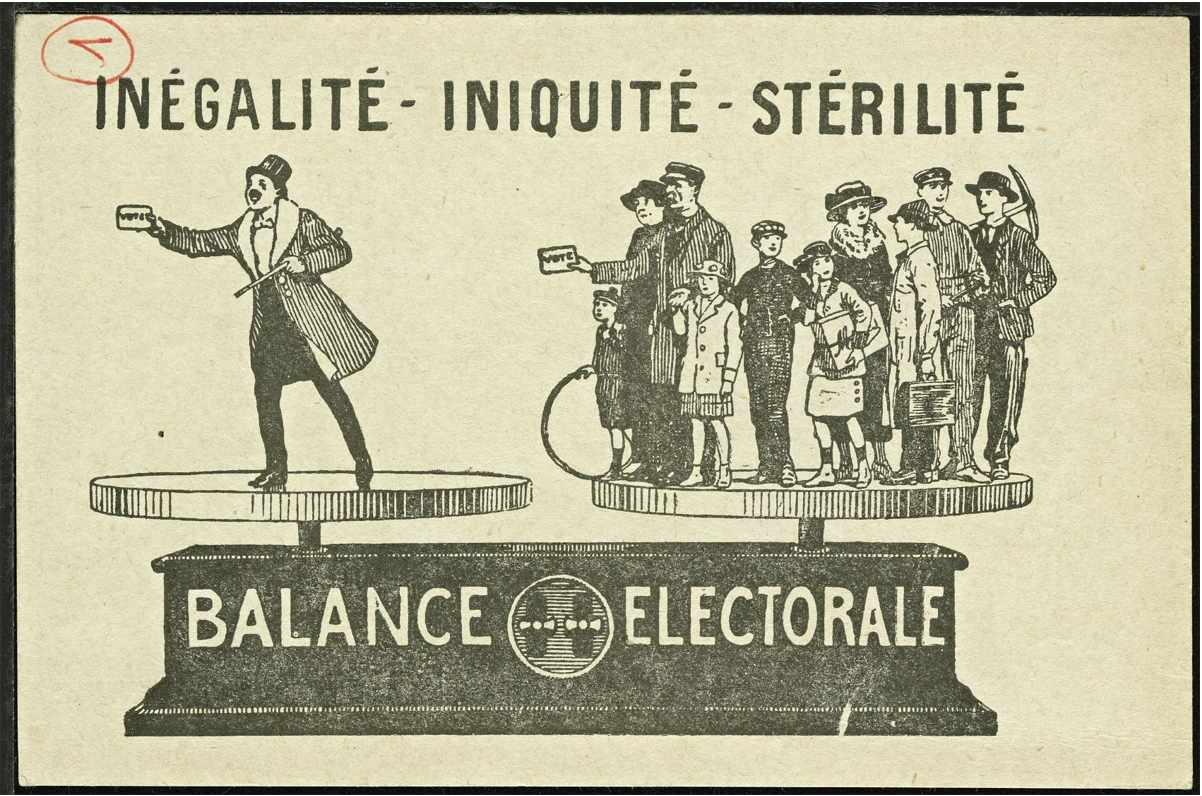
Carte postale défendant le vote familial.

Le suffrage familial consiste à accorder un suffrage supplémentaire lorsqu'une famille est formée, c'est-à-dire un ménage qui a un ou plusieurs enfants. Une séparation des corps ou un décès dissout cette cellule familiale : dès lors, le suffrage est retiré. La majorité des enfants n'entraîne pas le retrait du suffrage familial ; en effet, les intérêts de la famille et son patrimoine subsistent. Néanmoins, son application diffère entre chaque projet de loi. L'instauration du suffrage familial défend la famille comme institution politique ainsi qu'une politique de natalité.

## Suffrage familial
Le suffrage familial est né dans la pensée contre-révolutionnaire, il est historiquement défendu par des légitimistes et les adeptes du catholicisme social. Ce suffrage familial se place en opposition à l'État libéral, ce dernier étant considéré par les partisans du suffrage familial comme affaiblissant les mœurs et la famille.

## En France

### XIXesiècle
En France, en 1848, l'application du suffrage universel abolit le cens électoral et détruit la conception familialiste du suffrage.  L'idée du suffrage familial émerge dès 1850, avec Alphonse de Lamartine. Le 31 juillet 1871, le baron Léon de Jouvenel, représentant de la Corrèze dépose sur le bureau de l'Assemblée nationale une proposition de loi en faveur du vote familial qu'il oppose au suffrage universel. Il souhaite accorder au père de famille, un suffrage pour sa femme, un suffrage pour chaque garçon mineur ainsi qu'un suffrage pour chaque fille majeure non mariée. De plus le décès du père de famille retire la possibilité d'accéder au suffrage familial. Le lendemain, 1er août, le marquis Ferdinand de Douhet dépose une seconde proposition de loi, analogue à la première. Cette loi dispose au père légitimement marié la possibilité de déposer dans l'urne un nombre de bulletins égal au nombre de ses enfants et s'ajoutent celui de sa femme ainsi que le sien. Soutenues par les conservateurs légitimistes, elles sont rejetées par l'Assemblée. Quatre ans plus tard, l'avocat Fernand Nicolaÿ propose de combiner le vote familial aux suffrages universel, censitaire et capacitaire en un vote plural qui préfigure celui qui sera appliqué en Belgique. 

### XXesiècle
Le colonel Marchand, milite en faveur du vote familial et il reçoit le soutien de l'Alliance nationale pour l'accroissement de la population française. Le 7 juillet 1911, l'abbé Jules Lemire, député du Nord, dépose sur le bureau de la Chambre des députés une proposition de loi « tendant à assurer à la famille des droits électoraux ». Sa proposition de loi accorde à l'électeur marié un second suffrage, ainsi qu'un troisième suffrage s'il a trois enfants. La question reste âprement discutée jusque dans les années 1920, sans jamais aboutir à un projet de loi. En 1923, Jean-Louis Breton ministre de l'Hygiène et de l'assistance sociales milite en faveur de l'adoption du vote familial.« Le pays n’est que trop menacé. La dépopulation le ronge. Voulons-nous enfin adopter les remèdes qui le sauveront ? Instituons alors le vote familial, cette grande réforme qui est la clé de toutes les autres ». Les Croix-de-Feu, une organisation nationaliste, proposent l'instauration du droit de vote des femmes conjointement au suffrage familial. En 1942, un arrêté institue le suffrage familial dans la corporation paysanne. L'instauration du suffrage familial est prévu par le projet de constitution du 30 janvier 1944 du maréchal Pétain, qui n'entrera jamais en vigueur. 
- Article 6
- . «Sauf dans les élections de caractère professionnel, un suffrage supplémentaire est attribué aux chefs de familles nombreuses à raison de leurs responsabilités et de leurs charges»[2].
- Article 21 « Le père, ou éventuellement la mère chef de famille de trois enfants ou plus, a droit à un double suffrage»[2].

Le programme du Front National de 1988 à 2007 est partisan de l'instauration d'un suffrage familial.

#### L'ordonnance de 1945
L'ordonnance du 3 mars 1945 institue en France la représentation des familles auprès des pouvoirs publics. Cette représentation se fait via les associations familiales, regroupées au niveau de chaque département dans une Union départementale des associations familiales (UDAF), l'ensemble de ces UDAF étant fédéré au sein de l'Union nationale des associations familiales (UNAF).
Dans ces associations, la loi (article L211-9 du Code de l'action sociale et des familles) dispose que chaque famille porte un nombre de voix calculé en fonction notamment du nombre d'enfants mineurs et handicapés,. Lors de son contrôle des UDAF en 2004, l'Inspection générale des affaires sociales (IGAS) conclut dans son rapport « Les votes en assemblée générale ont lieu au suffrage familial […]. Dans un tel système, le pouvoir statutaire et le pouvoir de contrôle, qui relèvent de l'assemblée générale, appartiennent aux familles et reposent sur une base exclusivement démocratique, alors que le pouvoir d'administration, qui relève du conseil d'administration, est exercé conjointement et à parts égales par les représentants élus des familles et les représentants désignés par les fédérations départementales, et repose donc sur une dualité de représentation, démocratique et institutionnelle ».

## En Espagne et au Portugal
Le suffrage familial fut adopté au Portugal de Salazar ainsi qu'en Espagne franquiste. « La fonction de chef de famille, généralement masculine mais pouvant parfois être accordée aux femmes, permet à titre exclusif la participation à l'élection des conseils municipaux et du Président de la République dans la Constitution portugaise de 1933. Le Conseil national franquiste accorde également aux chefs de famille le soin de désigner leurs représentants spécifiques en son sein. ». 

## Pour approfondir